# Sztuka Hunów
Sztuka Hunów – sztuka znana głównie ze znalezisk z grobów. Używanie przez Hunów i podległe im plemiona podobnych wzorów zdobniczych utrudnia w większości przypadków określenie przynależności etnicznej zmarłego.
Charakterystyczne dla huńskiej mody było pokrywanie przedmiotów wytłaczaną złotą folią i inkrustowanie ich różnokolorowymi kamieniami szlachetnymi. Huński styl polichromiczny różni się od sarmackiego przewagą wstawek barwy czerwonej i stosowaniem zamiast emalii kamieni szlachetnych i półszlachetnych: granatów, krwawników, bursztynów, almandynów. Wkładki z kamieni osadzano na złotym podłożu. Szeroko rozpowszechniona była technika cloisonné (emalia komórkowa), w której całą powierzchnię złotego przedmiotu pokrywano ornamentem geometrycznym z umieszczonych w przegródkach kolorowych kamieni. W zdobnictwie brak całkowicie motywów zwierzęcych. Ornamentyka ograniczona jest do nacinanych, prostych wałeczków i pętelek. Złotem i jakby niedbale rozmieszczonymi szlachetnymi kamieniami zdobione były bogato broń, przybrania głowy, obuwie, siodło i uprząż konia. 
Na terenie Ukrainy znaleziono około 20 zespołów grobowych związanych z Hunami. Występowanie w nich inhumacji i kremacji świadczy o etnicznej niejednolitości huńskiej ordy. Najbardziej znane huńskie cmentarzysko znajduje się koło wsi Nowohrihoriwka, obwód zaporoski. Składa się z 9 kurhanów z pochówkami ciałopalnymi, przykrytymi kamiennymi nasypami. W większości przypadków groby huńskie są pojedyncze i nie tworzą większych cmentarzysk. Typowy dla Hunów jest zbadany w 1936 r. pochówek wojownika na cmentarzysku Kubej, obwód odeski (V w. n.e.). Zmarłego pogrzebano w jamie grobowej z boczną wnęką. Na dnie jamy wejściowej leżały skóra, czaszka i kości konia. Obok znajdowało się drewniane siodło i uzda. Siodło było przyozdobione złotymi blaszkami z ornamentem łuskowym. Uzdę, inne części uprzęży, a także odzież woja bogato zdobiły złote wyroby. Bronią był łuk refleksyjny z kostnymi nakładkami, groty strzał i żelazny sztylet. Często do grobów wojowników wkładano też długie miecze spatha.
Spotykane są również w grobach Hunów skarby będące zdobyczami wojennymi. Grób w Pietroasa (Rumunia) zawierał złote naczynia i ozdoby kobiece o łącznej wadze 18,8 kg; w grobie w Hodmezövásárhely (Węgry) znaleziono 1440 złotych monet rzymskich (6 kg). 
Hunki nosiły korale na szyi, nadgarstkach i kostkach, a na głowach złote, pozłacane lub brązowe diademy, wysadzane almandynami lub barwnym szkłem. Podobnie jak Sarmaci i Xiongnu, Hunowie lubili wielokolorowe stroje. 
Nie znamy wiele przedmiotów codziennego użytku i gospodarskich Hunów poza ich brązowymi kotłami.  